# 평형점
평형점(equilibrium point)은 {\displaystyle {\dot {x}}(t)=f(t,x(t))}로 주어진 미분방정식에서 다음을 만족하는 {\displaystyle x^{*}}를 의미한다.
{\displaystyle x(t_{0})=x^{*}\,\Rightarrow \,x(t)=x^{*},\,\forall t\geq t_{0}.}
여기서 {\displaystyle {\dot {x}}={\frac {dx}{dt}}}이다.

## 같이 보기
- 임계점 (수학)
- 정상 상태